# Bracigovo
Bracigovo (bulharsky Брацигово) je město ležící ve středním Bulharsku, v údolí na severních svazích Západních Rodopů. Je správním střediskem stejnojmenné obštiny a má přibližně 3 800 obyvatel.

## Historie
Zdejší osídlení se datuje od 4. století př. n. l. V roce 1861 zde žilo na 2 tisíce obyvatel, vesměs Bulharů. Po potlačení Dubnového povstání zde Turci zabili 143 obyvatel. Statut města má od roku 1892, sídlem obštiny je od roku 1977.

## Obyvatelstvo
K 15. září 2024 ve městě žilo 3 817 obyvatel a bylo zde trvale hlášeno 3 917 obyvatel. Podle sčítání 1. února 2011 bylo národnostní složení následující:
- Bulhaři: 3 409 (89.0 %)
- Romové: 377 (9.8 %)
- Turci: 7 (0.2 %)
- ostatní[p 2]: 38 (1.0 %)